# Ptychadena neumanni
Ptychadena neumanni es una especie  de anfibios de la familia Ranidae.

## Distribución geográfica
Se encuentra en Etiopía. Se encuentra amenazada de extinción por la pérdida de su hábitat natural.